# Alberto Pallavicino

Stemma antico dei Pallavicino.

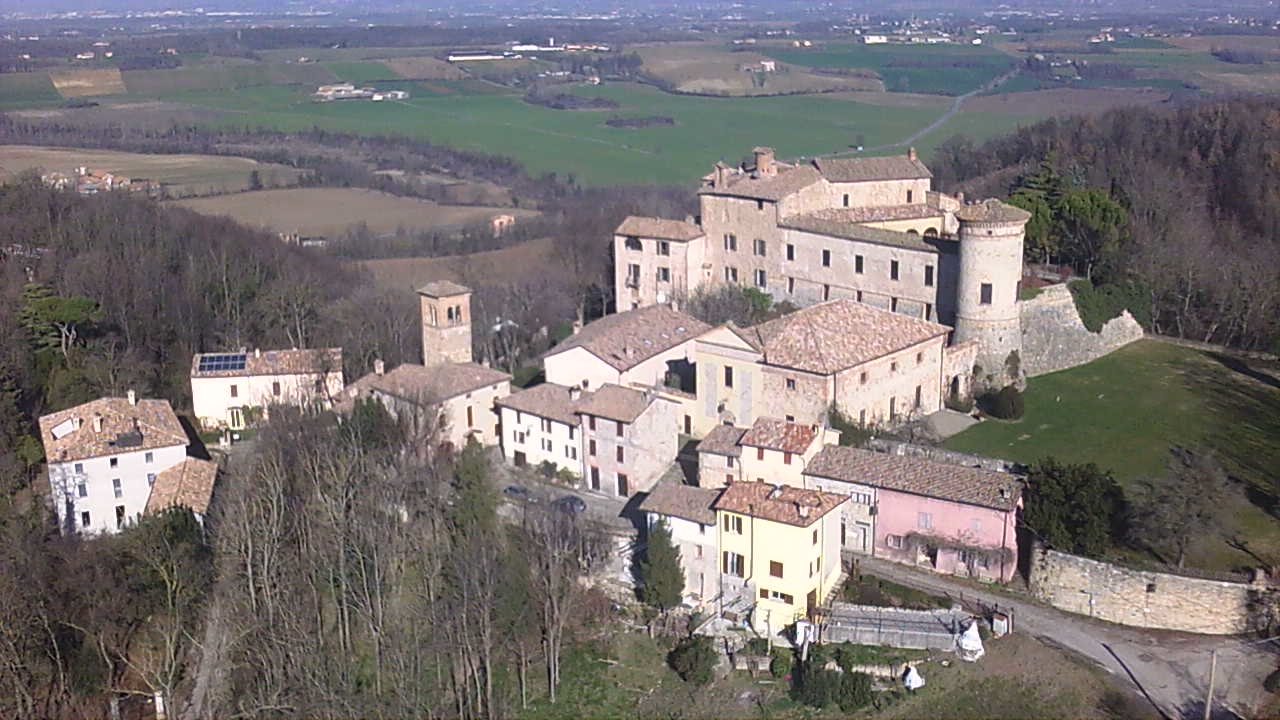
Scipione Castello, castello Pallavicino.

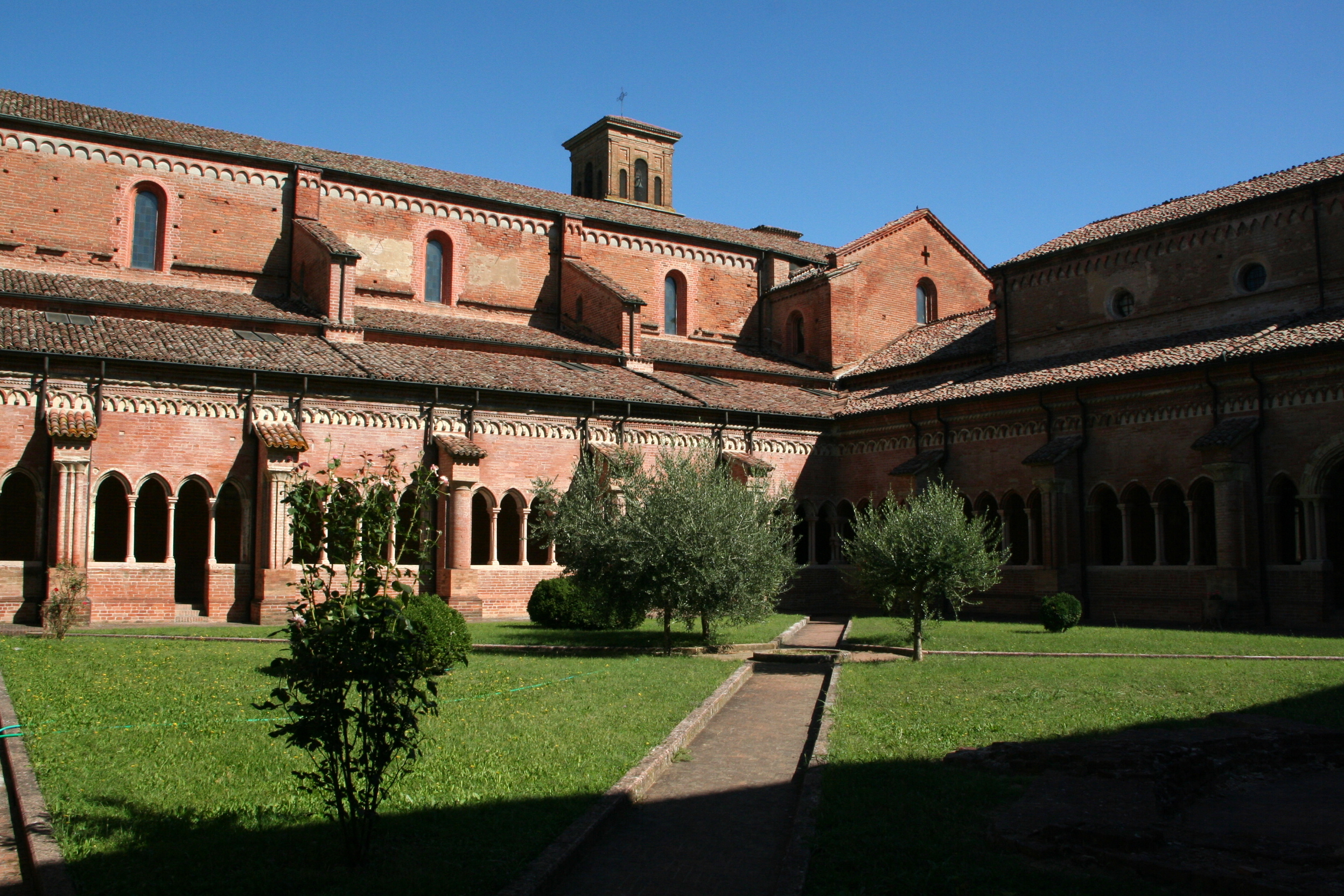
Abbazia di Chiaravalle della Colomba

Alberto Pallavicino (Busseto, c. 1106 – 1148), è stato un feudatario della nobile famiglia dei Pallavicino e capostipite dei Pallavicino di Genova.

## Biografia
Alberto "il Greco" Pallavicio , figlio di Oberto I Pallavicino, ricevette probabilmente il soprannome di "il Greco" per aver partecipato alla Prima Crociata. Nel 1136 confermò una donazione fatta dal padre al Monastero di Santa Maria della Colomba. Morì presumibilmente a Genova o durante una campagna contro i Saraceni d'Africa, combattuta dai genovesi.
Alberto fu il padre di Niccolò Pallavicino, ricordato nel 1154, capostipite dei Pallavicini di Genova. Suo fratello primogenito, Guglielmo Pallavicino, diede invece origine ai Pallavicino di Lombardia, signori del cosiddetto Stato Pallavicino.
Tra i membri più illustri di questo ramo vi furono: Oberto II e suo figlio Manfredino il Pio (1254–1328), fautore, come tutti i suoi familiari, del partito ghibellino.

## Discendenza
Alberto ebbe un figlio:
- Nicolò Pallavicino, prosecutore della linea dei Pallavicino di Genova.